# Cedar Key
Cedar Key és una població dels Estats Units a l'estat de Florida. Segons el cens del 2000 tenia 790 habitants.

## Demografia
Segons el cens del 2000, Cedar Key tenia 790 habitants, 411 habitatges, i 244 famílies. La densitat de població era de 335,2 habitants per km².
Dels 411 habitatges en un 14,4% hi vivien nens de menys de 18 anys, en un 48,7% hi vivien parelles casades, en un 8,3% dones solteres, i en un 40,4% no eren unitats familiars. En el 34,8% dels habitatges hi vivien persones soles el 14,8% de les quals corresponia a persones de 65 anys o més que vivien soles. El nombre mitjà de persones vivint en cada habitatge era d'1,92 i el nombre mitjà de persones que vivien en cada família era de 2,42.
Per edats la població es repartia de la següent manera: un 13,2% tenia menys de 18 anys, un 4,8% entre 18 i 24, un 15,6% entre 25 i 44, un 40,1% de 45 a 60 i un 26,3% 65 anys o més.
L'edat mediana era de 54 anys. Per cada 100 dones de 18 o més anys hi havia 92,2 homes.
La renda mediana per habitatge era de 32.232 $ i la renda mediana per família de 41.190 $. Els homes tenien una renda mediana de 27.375 $ mentre que les dones 31.806 $. La renda per capita de la població era de 22.568 $. Entorn del 6,6% de les famílies i l'11,1% de la població estaven per davall del llindar de pobresa.

## Poblacions més properes
El següent diagrama mostra les poblacions més properes.